# Helanca

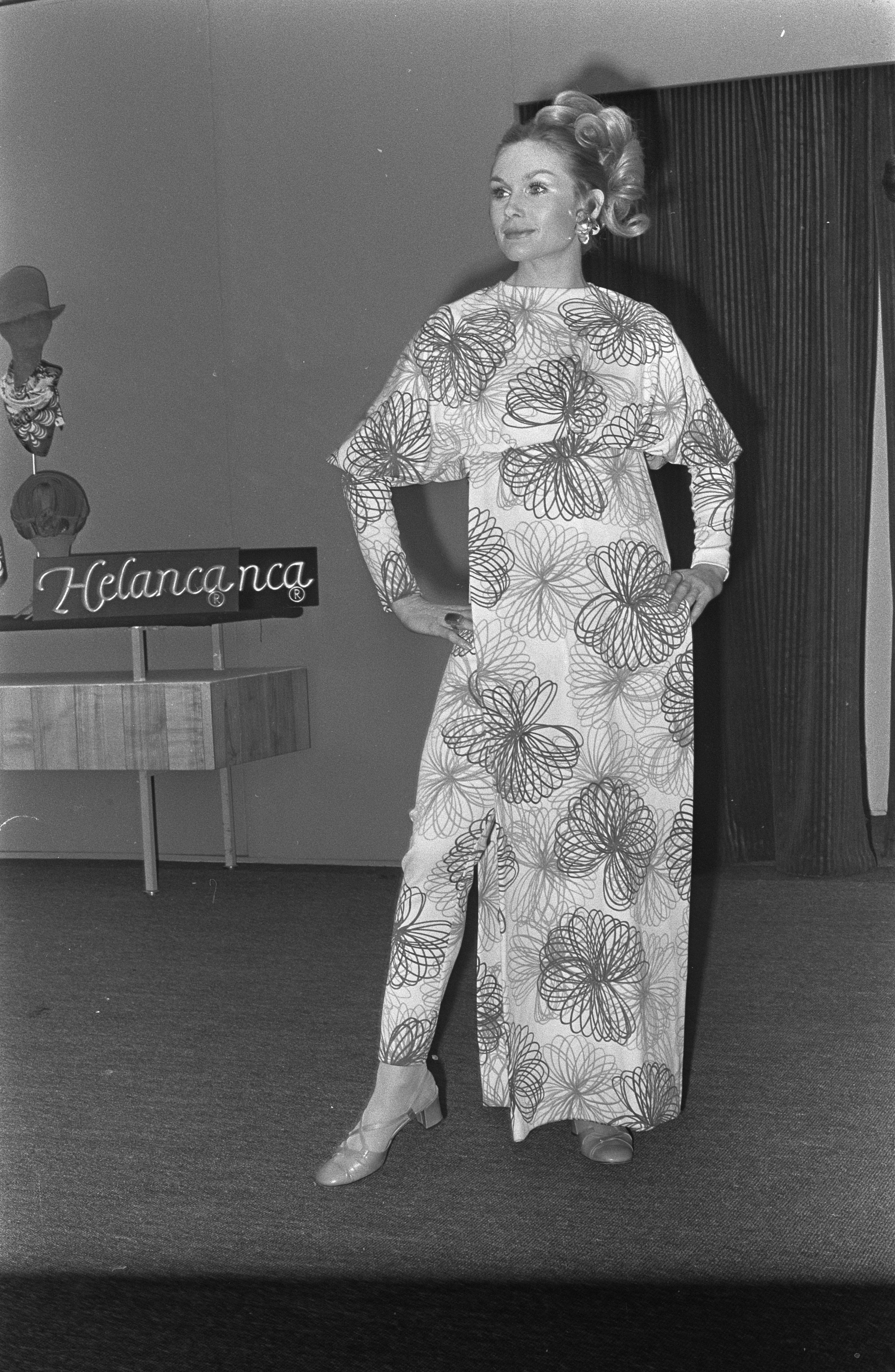
Večerní šaty z helanky (Nizozemsko 1969)

Helanca je obchodní označení filamentových přízí tvarovaných nepravým zákrutem.

## Výrobní technologie a vlastnosti příze
Princip: Dvě niti z polyamidových filamentů s vysokým zákrutem (v závislosti na jemnosti cca 1000-4000 / m), jedna doprava a jedna doleva točená se fixují párou, rozkrucují a skají s 80-100 zákruty na metr. Výsledná příze se vyrábí v jemnostech 2,2-13 tex.
Příze má vysokou objemnost a roztažnost (až 400 %), při zpracování nesmyčkuje.
Způsob výroby vynalezl Američan Kägi v roce 1931 (původně pro viskózové filamenty
). Patent vlastní od roku 1932 švýcarská firma Heberlein, která prodala výrobní licence do řady států (v Československu se vyráběla pod jménem kasilon). V 60. letech minulého století se odhadovala celosvětová produkce na 14 000 tun ročně s použitím na punčochy a na sportovní oděvy .

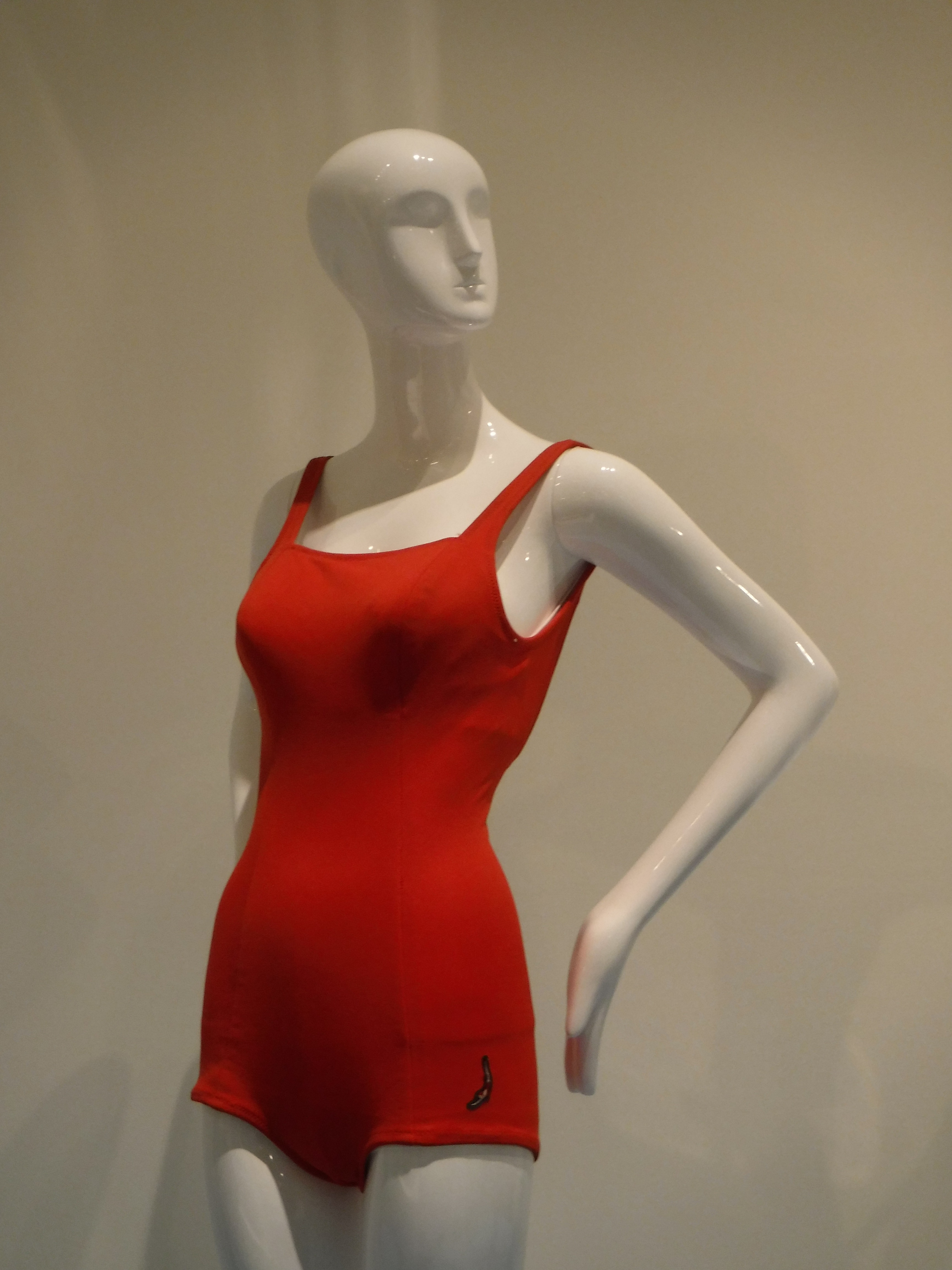
Plavky z helanky z let 1955-1965 (muzeální exemplář z upomínkové výstavy)

V 21. století není známé, že by se klasická helanka někde vyráběla.

## Varianty pojmu helanca
- Helanca je také obecně používané označení pro tvarované příze z polyamidových a polyesterových vláken.[1]
- Jako takové se nabízejí textilie bez bližšího popisu původu[5] [6] nebo jako nostalgické výrobky (vintage)[7] i  s označením Helanka.[8]